# Мавзолей Крал Кызы

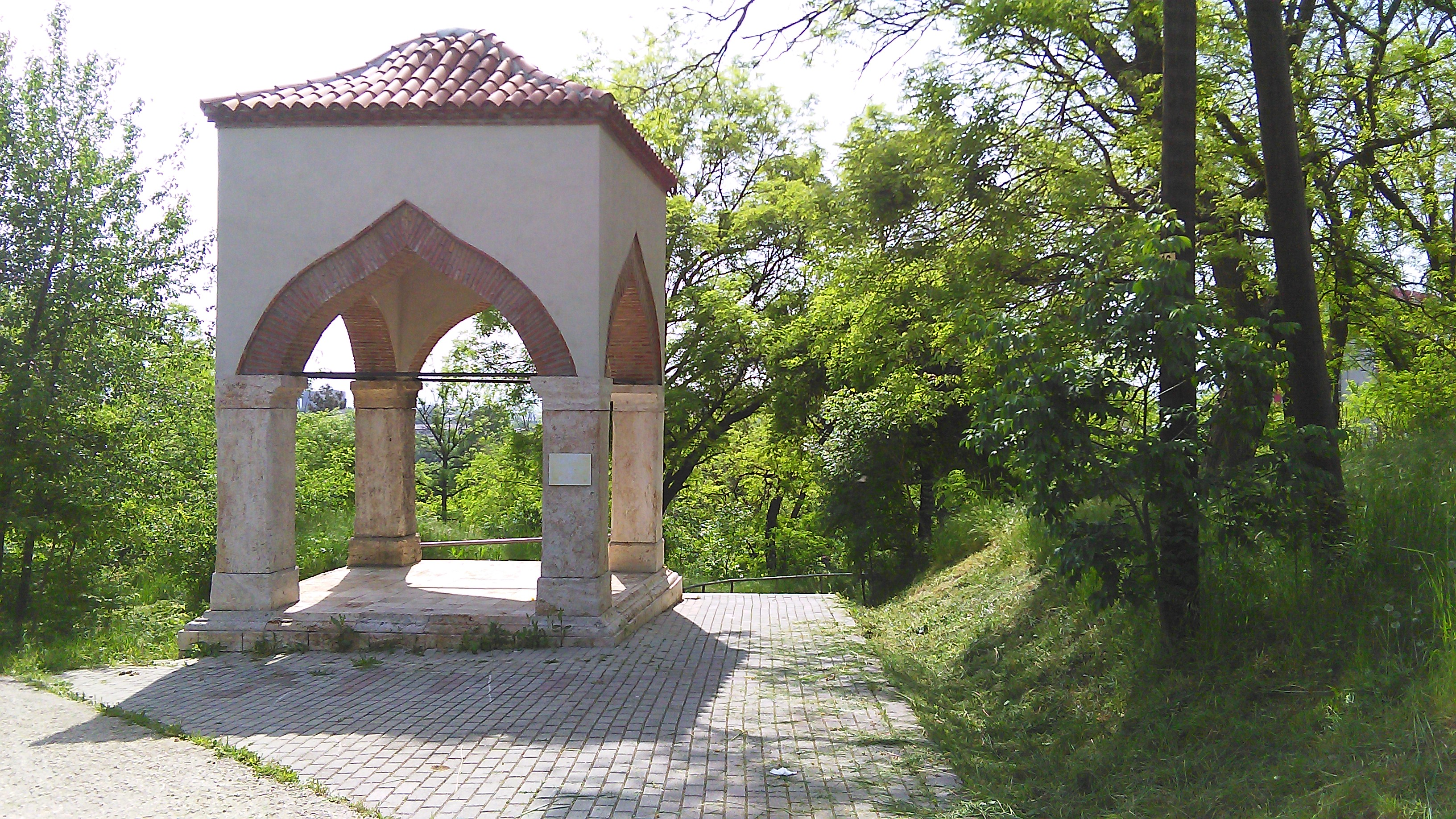
Реконструированный мавзолей

Мавзолей Крал Кызы (макед. Турбе на кралската ќерка, тур. Kral Kızı Türbesi, сербохорв. Kral K'zi) — мавзолей, посвящённый боснийской принцессе Екатерине, расположен в городе Скопье, Северная Македония, недалеко от факультета естественных наук и математики Университета Святых Кирилла и Мефодия в Скопье. В 2014 году, После землетрясения 1963 года, могила была реконструирована Министерством культуры Республики Македонии при финансовом вкладе Министерства культуры и спорта Боснии и Герцеговины.
Среди ученых и местного населения возникла дилемма: культовое место или личный культ, у которого есть несколько гробниц в разных местах. Мавзолей королевской дочери (принцессы) занимает место среди исламско-восточных сакральных объектов, а также среди Османско-боснийских широко распространенных объектов культурного наследия Северной Македонии на Балканском полуострове.

## История

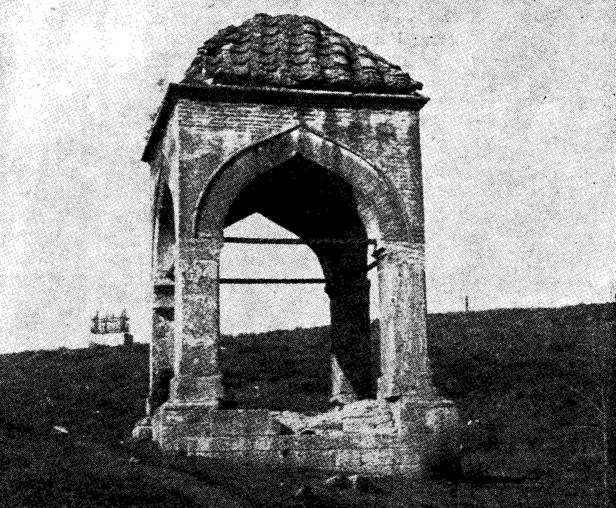
Оригинальный мавзолей в начале 20 века

Исторические источники не могут дать информацию о том, когда был построен мавзолей. Хотя ни на Мавзолее, ни на его остатках нет надписей, которые могли бы помочь в определении его возраста, можно с уверенностью утверждать, что он был построен в конце XV — начале XVI века.
Некоторые исследования, особенно опубликованные Верой Джордевич: «Могила „Дочери короля“ в Скопье» не могут быть приняты во внимание из-за их произвола и неточности в отношении исторических фактов об этом культурном и религиозном артефакте, принадлежащем ранним эпохам османского правления на Балканском полуострове. Важно подчеркнуть, что немного раньше Смаил Софтич, будучи студентом медресе «Король Александр I» в Скопье, проявил интерес к истории мавзолея.
У нас нет информации о дате ее смерти, поэтому мы не можем сделать вывод, что ношение черных вуалей в это время является признаком скорби. Более логично, что черный цвет был выбран из-за климата. «В память о Катарине, боснийской королеве и вдове, которая отличалась терпением, гигиеной, благочестием и смирением». Портрет королевы находится в Ватикане, Сикстинской капелле, на Козимо Росселли под названием «Речь на холме» прямо рядом с папой Сикстом IV, в компании капитанов, фрейлин и ее сына.
По другой версии, Сигизмунд и Катарина, как принц и принцесса Боснии, направлялись в Стамбул. Исхак Бей, известный аристократ пограничной службы, отвечал за безопасность их путешествия. В тот момент принцесса заболела, в Скопье ее пытались вылечить, но она умерла, и Сигизмунд продолжил путь в Стамбул. Получив информацию о смерти молодой принцессы, османский султан Мехмед II приказал построить мавзолей. Это было личное желание и повеление султана. В Боснии Сигизмунд и Катарина приняли ислам, поэтому они были свободными людьми, а не заключенными. Их принятие Ислама было важно для решения султана построить мавзолей для Катарины как аристократа и мусульманки. Принятие мусульманских имен не было условием их обращения.

## Эпилог
Мусульмане из Скопье посетили мавзолей и поставили свечи. Шейхи Серсем Али-Баба Текке ухаживали за гробницей. Они считали, что на земле предков находится одна из семи могил («Yedi tabut»), где были захоронены остатки Сари Салтук-Деде.
Князь Сигизмунд достиг титула Бей в Стамбуле и Карахисаре. Исторические источники фиксируют его как Исхак-бей Кралоглу (Кралоглу, буквально сына царя), так как он был Санджаком Бей области Караси. После поражения в битве при Фарсе (1488) он был захвачен египтянами в то же время, когда Херсекли Ахмед-паша попал в плен. Он не записан в исторических источниках после 1490 года, что свидетельствует о том, что вскоре после этого он умер. Был похоронен в греческом городе Сере близ Хальветийского Текке.

## Современный вид
До того, как он был разрушен во время землетрясения 1963 года, мавзолей с его гармоничным архитектурным решением, размерами и эстетическим видом придал этому месту уникальную атмосферу. По своей структуре он относится к мавзолею открытого типа с квадратным основанием из каменных блоков. Четыре сводчатых колонны в форме сердца были сверху покрыты кирпичом. Четырехсторонний купол мавзолея был покрыт плиткой. На основании колонн, капителей и в конце венца была формовка из лепнина. Сегодня это место небрежно оставлено и забыто. Только могила принцессы и основы мавзолея различимы.
В наши дни очень мало посетителей мавзолея, и в последнее время он стал местом, где горят свечи для душ погибших и любимых родственников. В народной традиции это место считается культовым. Это говорит о необходимости срочного восстановления руин объекта, с использованием каменистых остатков и других относительно сохранившихся артефактов.
«Мавзолей принцессы» или «Мавзолей дочери короля» или «Мавзолей боснийской принцессы Екатерины» входят в число древнейших исламских и восточных сакральных предметов. Это было упомянуто как османско-боснийский памятник. Тем не менее, мавзолей имеет определенное значение в культуре Северной Македонии и ее истории.